# Gare de Cahors
La gare de Cahors est une gare ferroviaire française de la ligne des Aubrais - Orléans à Montauban-Ville-Bourbon, située sur le territoire de la commune de Cahors, dans le département du Lot, en région Occitanie.
C'est une gare de la Société nationale des chemins de fer français (SNCF), desservie par les trains des réseaux Intercités et TER Occitanie.

## Situation ferroviaire
Établie à 120 m d'altitude, la gare de Cahors est située au point kilométrique (PK) 600,084 de la ligne des Aubrais - Orléans à Montauban-Ville-Bourbon, entre les gares ouvertes de Dégagnac et Lalbenque - Fontanes. Autrefois, avant ces deux précédentes gares se trouvaient les gares d'Espère - Caillac et Sept-Ponts.
Elle est le terminus, au PK 659,154 de l'ancienne ligne de Monsempron-Libos à Cahors déclassée. Elle est aussi l'origine de la ligne de Cahors à Capdenac, elle aussi déclassée.
Elle était également l'origine de la ligne de Cahors à Moissac qui n'a jamais été mise en service, bien que les travaux d'infrastructure soient presque achevés en 1934, date de son abandon.

## Histoire
La première ligne à atteindre Cahors fut la ligne de Monsempron-Libos à Cahors de la Compagnie du chemin de fer de Paris à Orléans (PO), le 20 décembre 1869. Une première gare, terminus de cette ligne, avait été construite. La relation avec Paris prenait alors 13 h 45 avec le train direct le plus rapide.
Cette gare est remaniée afin de mettre en service, le 10 avril 1884, la section de Cahors à Montauban-Ville-Bourbon faisant partie de l'actuelle ligne des Aubrais - Orléans à Montauban-Ville-Bourbon. On construit alors le bâtiment actuel. La section de Brive-la-Gaillarde à Cahors de cette ligne n'a été mise en service que le 1er juillet 1891 et il faut attendre 1893 pour que le chaînon manquant, vers Limoges, soit achevé.
La ligne de Cahors à Capdenac a été mise en service le 14 juillet 1886.
En 1896, la Compagnie du PO indique que la recette de la gare pour l'année entière est de 403 026 francs.
La gare a remporté le premier Prix spécial des Gares du Conseil national de villes et villages fleuris en 2006.
Durant l'été 2023, 566 tonnes de rails — qui étaient entreposés sur le site — sont volées avec la complicité d'un cheminot de la SNCF.

## Fréquentation
Selon les estimations de la SNCF, la fréquentation annuelle de la gare figure dans le tableau ci-dessous.
| Année               | 2015    | 2016    | 2017    | 2018    | 2019    | 2020    | 2021    | 2022    | 2023    |
| ------------------- | ------- | ------- | ------- | ------- | ------- | ------- | ------- | ------- | ------- |
| Nombre de voyageurs | 358 654 | 348 633 | 355 110 | 299 131 | 331 604 | 263 846 | 352 827 | 446 653 | 531 233 |

## Service des voyageurs

### Accueil
La gare est équipée de deux quais centraux et d'un quai latéral qui sont encadrés par cinq voies, ainsi que de voies de service. Le changement de quai se fait par un passage souterrain.

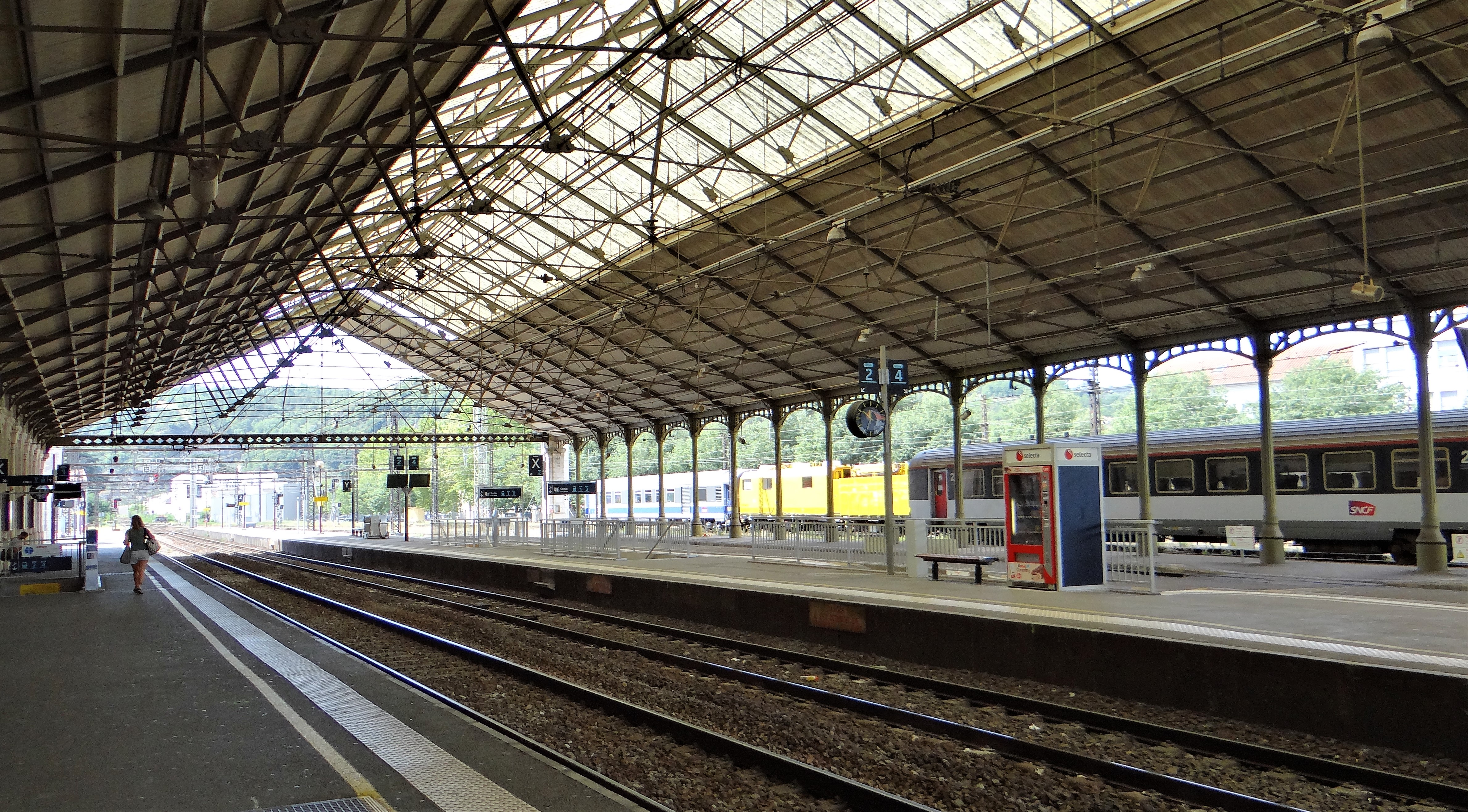
Les voies dans la gare.
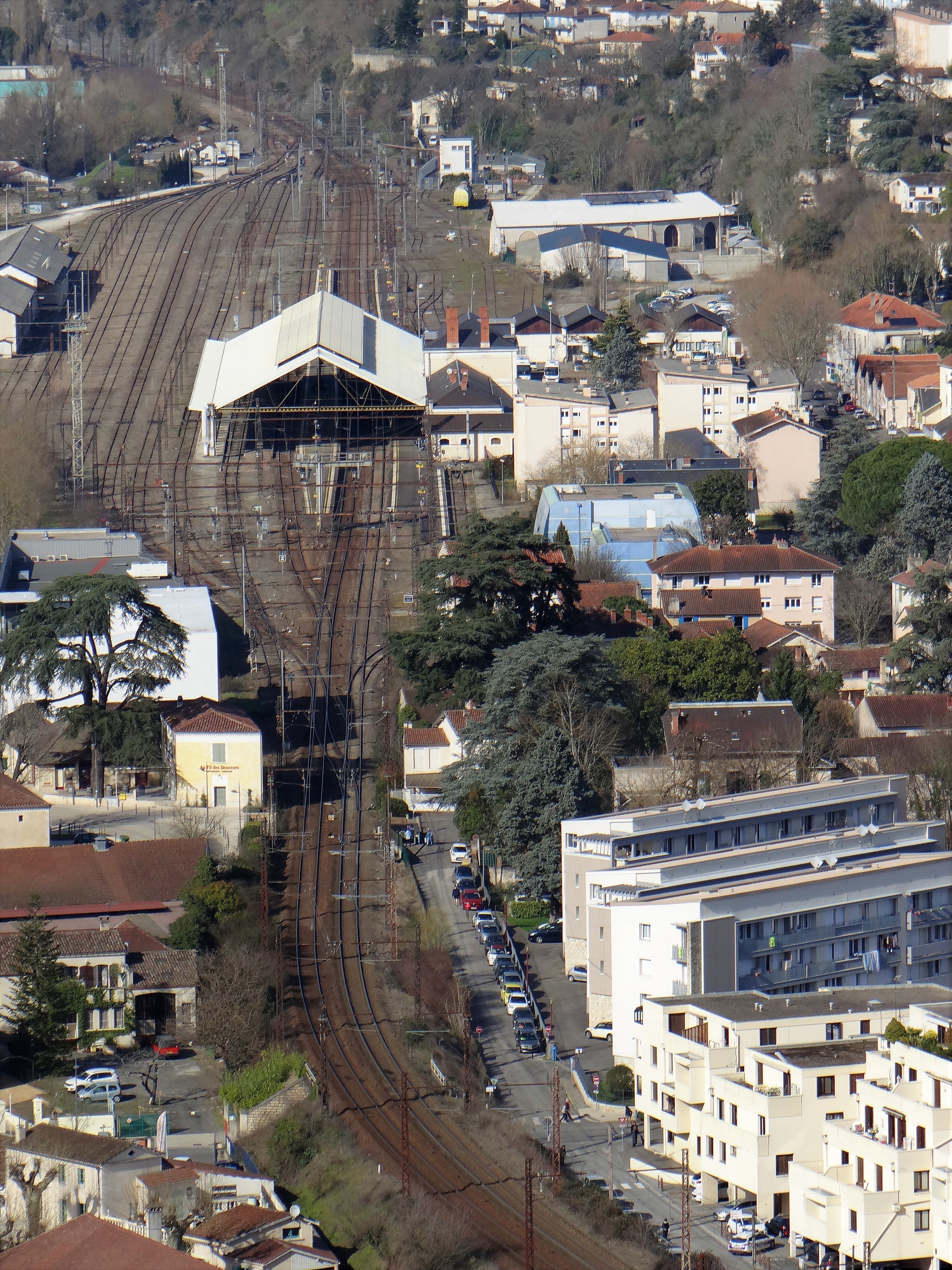
Disposition des voies.

### Desserte
La gare est desservie par :
- des trains du réseau Intercités[7], qui circulent entre Paris-Austerlitz et Cahors, voire Toulouse-Matabiau pour certains d'entre eux ;

- des trains du réseau Intercités de nuit, qui circulent entre Paris-Austerlitz et Cerbère ou Portbou ;

- des trains du réseau TER Occitanie, qui circulent entre Toulouse-Matabiau et Brive-la-Gaillarde, même si certains trains ont pour terminus la gare de Cahors[8]. Le temps de trajet est d'environ 1 heure 25 minutes depuis Toulouse-Matabiau et d'environ 1 heure 5 minutes depuis Brive-la-Gaillarde.

### Intermodalité
La région Occitanie gère un service régional de transports collectifs, le réseau liO. Elle constitue un pôle d'échanges permettant d'accéder, en autocar ou en bus, à de nombreuses communes environnantes. La gare est desservie par les lignes 880 vers Castelnau-Montratier, 881 vers Varaire, 882 vers Montcuq-en-Quercy-Blanc, 883 vers Limogne-en-Quercy, 888 vers Villefranche-de-Rouergue ; 889 vers Figeac et 890 vers Monsempron-Libos, ainsi que par la navette gratuite du réseau des transports en commun de Cahors.

## Service des marchandises
Cette gare est ouverte au service du fret.

## Dans la littérature
« L'Ancienne gare de Cahors » est le titre d'un poème de Valery Larbaud publié en 1913 dans son recueil des Poésies de A. O. Barnabooth.
L’œuvre évoque l'ancienne gare de Cahors, construite en 1868-1869 et inaugurée le 20 décembre 1869, terminus de la ligne de chemin de fer entre Libos et Cahors, dont le bâtiment abrite aujourd'hui la médiathèque du Grand Cahors,.
Le poème a notamment été utilisé en tant que sujet pour l'un des commentaires de texte de l'épreuve anticipée (écrite) de français de la session 2021,.[pertinence contestée]